# Monroe, Wisconsin
Monroe là một thành phố thuộc quận Green, tiểu bang Wisconsin, Hoa Kỳ. Năm 2000, dân số của thành phố này là 10843 người.